# Partito Liberal-Democratico di Germania
Il Partito Liberal-Democratico di Germania (in tedesco: Liberal-Demokratische Partei Deutschlands, LDPD) è stato un partito politico nella Repubblica Democratica Tedesca, alleato del Partito Socialista Unificato di Germania (SED) nel Fronte Nazionale.

## Fondazione
La nascita del partito risale al giugno 1946, quando un gruppo guidato da Waldemar Koch prese l'iniziativa di rifondazione del Partito Democratico tedesco. In un primo momento ci furono alcune speculazioni di formare un partito liberale unito con la Democrazia Cristiana, ma l'idea fu abbandonata presto e il 5 luglio 1946, il Partito Liberal-Democratico di Germania venne ufficialmente fondato.
È stato prima di tutto finalizzato ad unire i membri dell'era della Repubblica di Weimar che erano nel Partito Democratico Tedesco, nel Partito Popolare Tedesco e nel Partito Popolare Nazionale Tedesco. A differenza della CDU, il Partito Liberal-Democratico era fermamente per la proprietà privata e si oppone alla nazionalizzazione di importanti imprese private. Tra i nuovi partiti antifascisti, il Partito Liberal-Democratico è stato il più anti-sovietico in quel momento. Dopo lotte interne e sotto la pressione delle autorità sovietiche, Koch è stato sostituito con il più malleabile Wilhelm Külz nel novembre 1945.
Nell'ultima elezione libera (quella del 1946) i liberaldemocratici finirono terzi, dietro il SED e la CDU. Alla fine del 1948, durante il culmine della loro opposizione alla presa del potere da parte del SED, l'LDP contava più di 200.000 membri, il 23 % dei quali di età inferiore ai 25.

## Tentativi di riunificazione
Nel luglio 1946 il LDP e i partiti liberali nelle zone occidentali fondarono un comitato di coordinamento congiunto con l'obiettivo di formare un partito liberale unificato per tutta la Germania (Deutsche Demokratische Partei, DPD). La fondazione del Partito Democratico della Germania ha avuto inizio con una conferenza a Rothenburg ob der Tauber il 17 marzo 1947. Wilhelm Külz e Theodor Heuss (che rappresentava i liberali occidentali) hanno agito come co-presidente. Tali imprese fallirono rapidamente, grazie alla partecipazione di Külz al Congresso del popolo tedesco per l'Unità e per la Pace Giusta. Anche se Vorstand e la leadership del PLDP criticarono la partecipazione, Külz si rifiutò di adottare ulteriori misure richieste dai liberali della Germania occidentale .
Il fallimento di unificazione divenne imminente quando sulla sessione della leadership unito del DPD (avvenuta il 18 gennaio 1948) Külz si rifiutò di partecipare, Theodor Heuss accusò che liberaldemocratici di "mancanza di volontà di prendere alcun provvedimento contro Külz" dimostrando il loro impegno nella "concezione russa dell'unità tedesca". Al momento in cui, Arthur Lieutenant, il portavoce del LDPD sulla questione, ha dichiarato che in quelle circostanze i rimproveri contro i liberali della Germania dell'Est, rendevano qualsiasi cooperazione impossibile. Questa era infatti la fine del DPD.

## Sopravvivenza nel monopartitismode factodella DDR

### Nel Fronte Nazionale
Dopo il 1949 ha condiviso la stessa sorte degli altri partiti legali nella Repubblica democratica tedesca. Come membro del partito di blocco (Blockpartei) si è sganciato dalla sua ideologia originaria e agì come un "aiuto conveniente" per il SED. Un'altra parte del blocco, il NDPD, si richiama a quasi gli stessi gruppi sociali.
Il membro del LDPD Johannes Dieckmann è stato presidente della Volkskammer nel periodo 1949-1969, e come tale fu vice presidente della DDR tra il 1949 e il 1960.
Manfred Gerlach è stato il presidente del Partito Liberal Democratico dal 1967 alle sue dimissioni nel 1990. L'organo ufficiale del LDPD fu il quotidiano Der Morgen.
Originariamente fu usato il nome di Partito Liberal Democratico (Liberal-Demokratische Partei, LDP), ma nel mese di ottobre 1951 è stato ordinato di aggiungere la "D " per la "Germania" (Deutschland) nel suo nome, al fine di servire la campagna di propaganda di quel periodo del SED. Nel 1987, il partito aveva 106.000 membri. 
Gerlach fu inizialmente un partner leale del SED, ma ha cominciato a muoversi verso una linea più indipendente nel 1980. Ad una festa del congresso straordinario tenuto il 9-10 febbraio 1990 a Dresda è tornato a politiche liberali vere e proprie e fece togliere "della Germania" dal nome del partito. 
Il 12 febbraio 1990 ha aderito alla Federazione dei Democratici Liberi che finalmente fuse il Partito Liberale Democratico l'11 agosto 1990.

### Contatti esteri
Il LDPD ebbe contatti con altri (nominalmente) partiti liberali del blocco comunista: Partito democratico polacco (Stronnictwo Demokratyczne, SD), il Partito Socialista Cecoslovacco (Československá strana socialistická, CSS), il Partito Democratico del Vietnam e il Partito Socialdemocratico di Corea (Choson Sahoeminjudang, CS). Il Partito Liberal Democratico della DDR ha avuto anche alcuni contatti con il FDP della Germania Ovest; nel 1960 e 1970, i rapporti erano freddi, ma i contatti furono intensificati negli anni '80.

## Organizzazione

### Presidenti

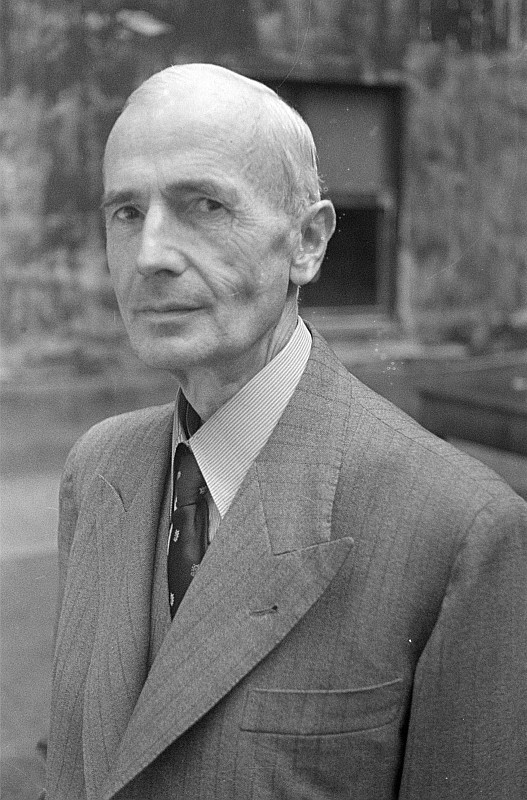
Waldemar Koch 1945
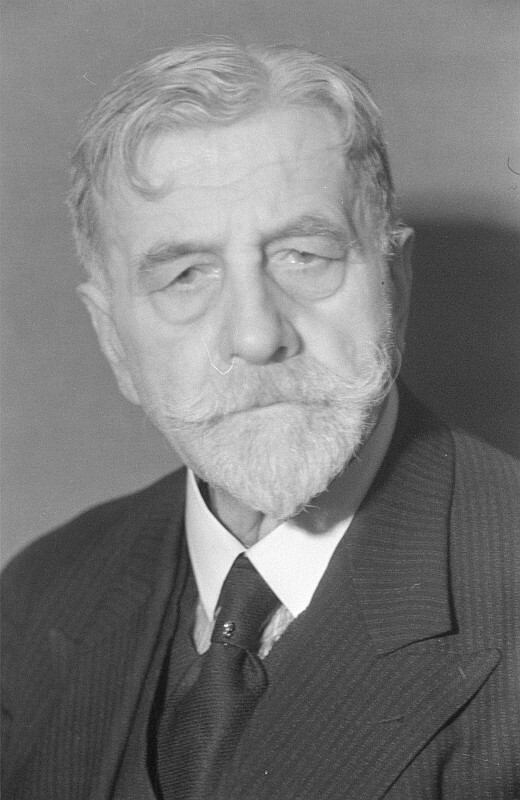
Wilhelm Külz 1945–1948
Arthur Lieutenant 1948
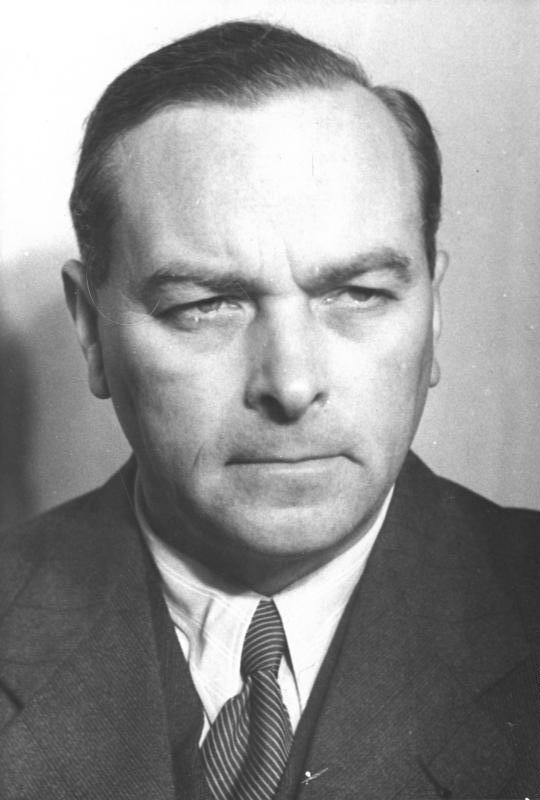
Karl Hamann 1948–1952
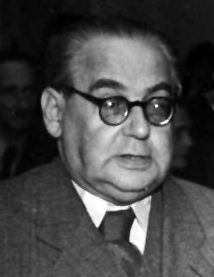
Hermann Kastner 1949–1950
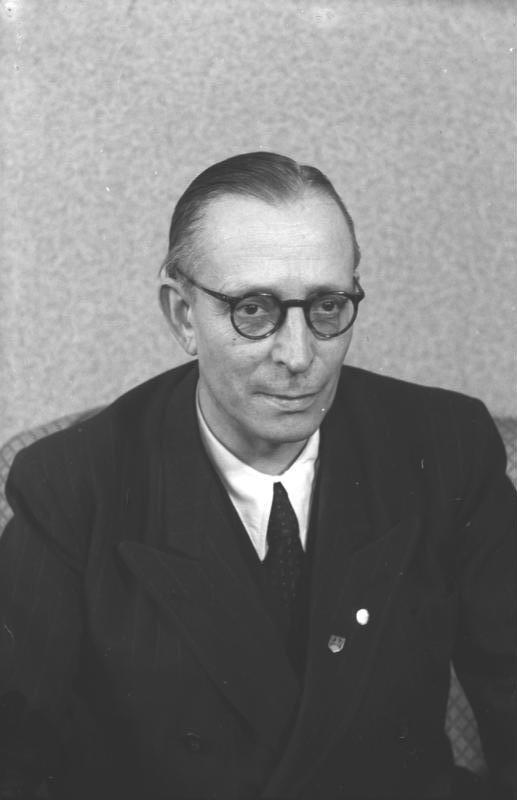
Hans Loch 1951–1960
Max Suhrbier 1960–1967
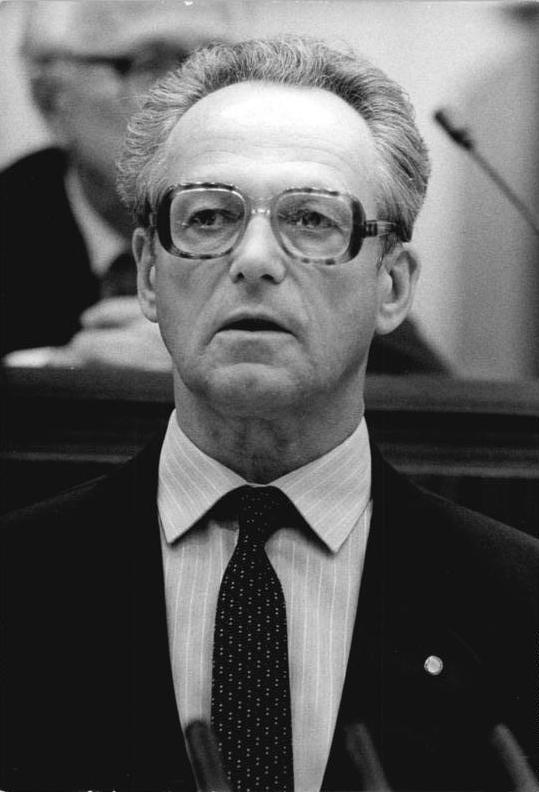
Manfred Gerlach 1967–1990
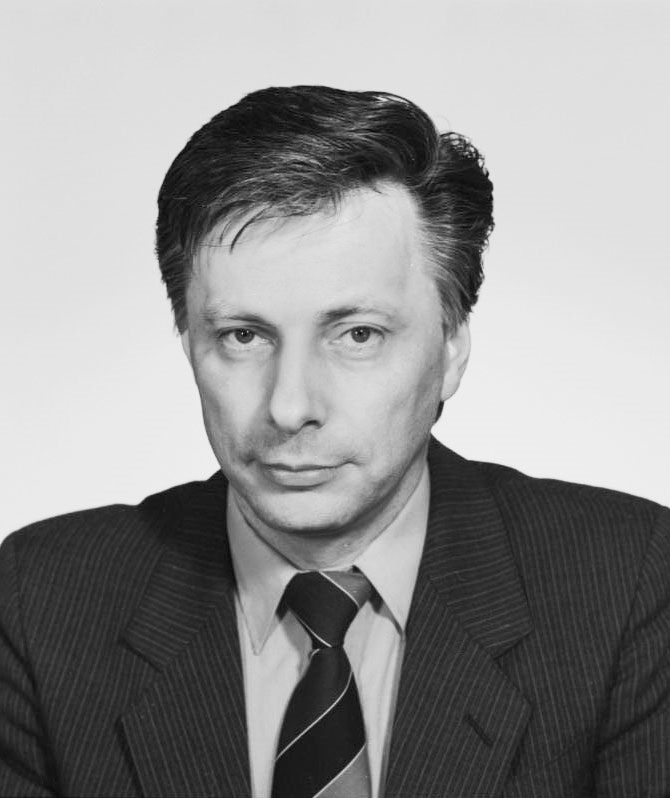
Rainer Ortleb 1990

### Segretari generali

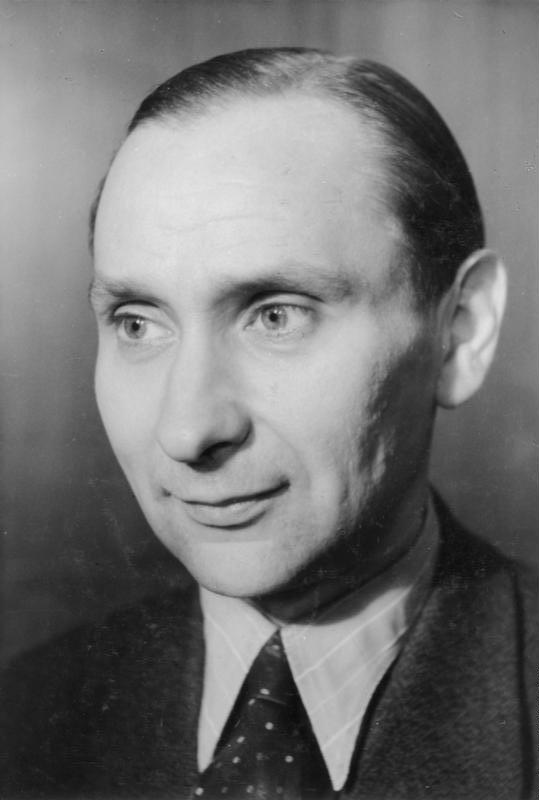
Günter Stempel 1948–1950
Herbert Täschner 1950–1954
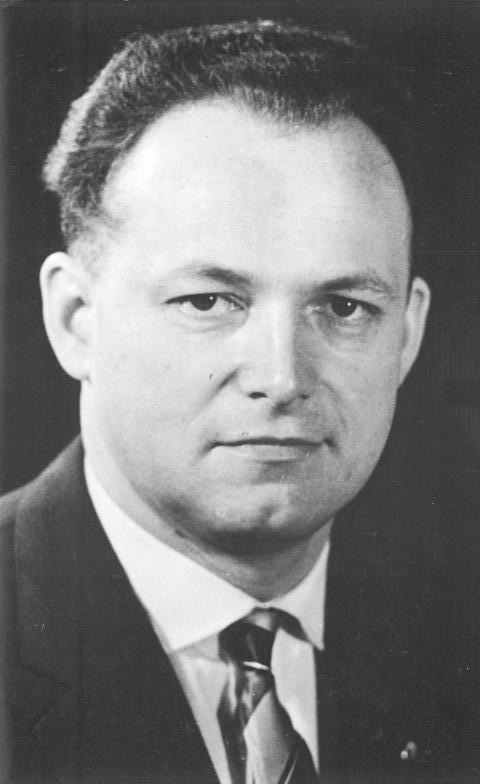
Manfred Gerlach 1954–1967

## Risultati elettorali
| Anno | Risultato | Seggi |
| ---- | --------- | ----- |
| 1946 | 24,6%     | 121   |
| 1950 | 14,16%    | 66    |
| 1954 | 11,16%    | 52    |
| 1958 | 11,16%    | 52    |
| 1963 | 10,37%    | 45    |
| 1967 | 10,37%    | 45    |
| 1971 | 10,37%    | 45    |
| 1976 | 10,37%    | 45    |
| 1981 | 10,40%    | 52    |
| 1986 | 10,40%    | 52    |